# 복분자딸기
복분자딸기(覆盆子--)는 장미과의 낙엽 관목이다. 열매를 복분자라 한다. 한국, 중국, 일본에서 자란다.
다 자라도 대개 3m를 넘지 않는다. 5∼6월 경에 꽃이 피고 7∼8월경에는 붉게 과실을 맺는데, 나중에는 흑색으로 변한다. 품종으로 청복분자딸기(Rubus coreanus for. concolor (Nakai) T.B.Lee)가 있다.
열매로 과실주(복분자주)를 만들어 먹는다.

## 약효성분
동양의학에서는 열매가 눈을 밝게 하고 강장 효과가 있다고 한다.
유기당과 당류 및 적은 양의 비타민C가 있는 것으로 알려져 있는데 맛은 달고 시며 약성은 따뜻하고 독이 없다. 주로 콩팥에 작용하므로 정력증강효과가 있고 유정이나 몽정, 소변이 잦은 증상에 효력이 있다.
특히, 남자의 정력감퇴 현상을 개선시키는 데 현저한 효과를 나타낸다. 또한, 간기능 감퇴로 인한 시력감퇴와 물체가 모호하게 보이는 것을 개선시키는 데에도 효력을 나타낸다. 약으로 쓸 때에는 완숙한 것보다 덜 익은 것을 사용해야 효력이 높다. 정력이 과다한 사람은 복용치 않는 것이 좋다.